# اسلو (فلوریدا)
اسلو (به انگلیسی: Oslo) یک منطقهٔ مسکونی در ایالات متحده آمریکا است که در شهرستان ایندیان ریور، فلوریدا قرار دارد.